# Всего три недели...
«Всего три недели…» — советский двухсерийный телевизионный фильм, снятый режиссёрами Николаем Литусом и Михаилом Резниковичем в 1971 году на Киностудии имени А. Довженко.

## Сюжет
В райком пришло анонимное письмо, в которой критикуется работа председателя колхоза «Луч» Игоря Кирилловича Сивко. Для расследования приезжает работник райкома Евгений Иванович Лященко, который является старым приятелем Сивко. Лященко пытается разобраться в ситуации и выяснить правду о работе колхоза.

## В ролях
- Геннадий Фролов — Евгений Иванович Лященко
- Михаил Матвеев — Игорь Кириллович Сивко, председатель колхоза «Луч»
- Ада Роговцева — Людмила Петровна, жена Сивко
- Алексей Чернов — Николай Николаевич Саблин, парторг
- Дмитрий Франько — Степан Макарыч, главный бухгалтер
- Александр Парра — Аралов
- Анатолий Худолеев — Денис Батищев, персональный водитель Сивко
- Николай Рушковский — Фёдор Павлович
- Елена Максимова — Мария Васильевна, мать Лященко
- Оксана Милешкина-Смилкова — Светлана

## Съёмочная группа
- Режиссёры: Николай Литус, Михаил Резникович
- Сценарист: Виктор Богатырёв
- Оператор: Александр Яновский
- Художник: Пётр Максименко
- Звукорежиссёр: Юрий Рыков
- Композитор: Аврам Кофман

## Критика
Кинокритик Ф. Маркова в газете «Правда» писала: «Темпераментный, умный, по-своему привлекательный Сивко из фильма „Всего три недели“ в исполнении артиста М. Матвеева вырастает в фигуру почти трагическую. Его „неконтактность“, неспособность понять своё время показаны как нравственный кризис. Обаятелен и интересен инструктор райкома Лященко. Артист Г. Фролов находит для своего героя краски мягкие, штрихи точные и убедительные». Однако она в то же время отметила, что «при всех положительных качествах, герои фильмов „Секретарь парткома“ и „Всего три недели“ не оставляют такого глубокого впечатления, как герои документальных лент».